# Rugocepheus joffrevillei
Rugocepheus joffrevillei is een mijtensoort uit de familie van de Carabodidae. De wetenschappelijke naam van de soort werd voor het eerst geldig gepubliceerd in 2013 door Fernandez, Theron & Rollard.